# Quitman (Georgia)
Quitman è una città degli Stati Uniti d'America, situata nello Stato della Georgia e in particolare nella contea di Brooks, della quale è il capoluogo.